# Mezclas Infame
Mezclas Infame es el cuarto álbum remix de la banda argentina Babasónicos, que reúne los remixes de su álbum de estudio Infame. El álbum está compuesto por once temas, divididos en dos CD. Fue editado en 2005.

## Lista de canciones

### CD 1:Mezclas Infame
1. Putita - Zucker
2. Risa - Emisor
3. Pistero - Kinky
4. Gratis - Instituto Mexicano del Sonido
5. Sin Mi Diablo - Victoria Mil
6. Putita - Bitman y Roban
7. Suturno - Plastilina Mosh

### CD 2:Cuatro Putitas
1. "Campestre" - Daniel Melero
2. "Callada" - Daniel Melero
3. "Cansada" - Daniel Melero
4. "Gótica" - Daniel Melero